# Rad Dougall
Rad Dougall (ur. 7 września 1951 roku w Johannesburgu) – południowoafrykański kierowca wyścigowy.

## Kariera
Dougall rozpoczął karierę w międzynarodowych wyścigach samochodowych w 1975 roku od startu w Festiwalu Formuły Ford. Ukończył wyścig na trzeciej pozycji. W późniejszych latach pojawiał się także w stawce Brytyjskiej Formuły 3 BRDC Vandervell, Donington Trophy, Brytyjskiej Formuły 3 BARC BP Super Visco, Europejskiej Formuły 2 oraz British Saloon Car Championship.
W Europejskiej Formule 2 Południowoafrykańczyk startował w latach 1978-1980. W pierwszym sezonie startów w ciągu dziewięciu wyścigów raz stanął na podium. Uzbierane pięć punktów dało mu trzynaste miejsce w końcowej klasyfikacji kierowców. Rok później wystartował w dwunastu wyścigach. Dwukrotnie stawał na podium, a raz na jego najwyższym stopniu. Z dorobkiem 19 punktów uplasował się na piątym miejscu w klasyfikacji generalnej. W 1980 roku nie zdobywał już punktów.